# NGC 7393
NGC 7393 é uma galáxia espiral barrada (SBc/P) localizada na direcção da constelação de Aquarius. Possui uma declinação de -05° 33' 26" e uma ascensão recta de 22 horas, 51 minutos e 38,2 segundos.
A galáxia NGC 7393 foi descoberta em 5 de Outubro de 1785 por William Herschel.